# Oscar Gehrig
Oscar Hermann Gehrig (* 5. April 1890 in Inzlingen; † 18. Dezember 1948 in Karlsruhe) war ein deutscher Kunsthistoriker.

## Leben
Oscar Gehrig, Sohn eines Zollassistenten, legte 1908 das Abitur in Karlsruhe ab, studierte ebenda bis 1909 Architektur und Kunstgeschichte  (bei Max Laeuger, Walter Georgi) und anschließend Kunstgeschichte, Philosophie, Geschichte, Archäologie, Sprach- und Literaturwissenschaft in Freiburg/Br. und München. Nebenbei ließ er sich an der Akademie der Künste in Karlsruhe als Zeichner und Dekorationsmaler ausbilden. Ab August 1914 nahm er am Ersten Weltkrieg in verschiedenen Abteilungen des Nachrichtendienstes des Heeres teil, zuletzt im Rang eines Leutnants; danach war er bis April 1919 als Freikorpsmitglied im Grenzschutz Ost eingesetzt.
Ab 1919 studierte er erneut Malerei, Kunstgeschichte, Pädagogik, Volkswirtschaftslehre und Rechtswissenschaft in Berlin und an der Universität Rostock, wo er 1921 bei Albert Erich Brinckmann über den Renaissance-Künstler Philipp Brandin promoviert wurde. Währenddessen war er Berliner Kunstreferent der Zentrums-Parteizeitung Germania und der Kölnischen Volkszeitung. Gehrig reiste nach Amerika, England und Vorderasien, befasste sich aber vor allem intensiv mit der Kunstgeschichte Mecklenburgs. An der Universität Rostock erhielt er 1921 ein Lektorat für den Zeichenunterricht. Daneben hielt er Vorträge in Volkshochschulen über moderne Kunst. Er war ab 1926 Dozent und ab 1929 Professor am Rostocker Pädagogischen Institut zur Ausbildung von Volksschullehrern, das 1935 eine Hochschule für Lehrerbildung wurde. Er wirkte auch als Redakteur regionalgeschichtlicher Zeitschriften (Mecklenburgische Monatshefte) und als Autor von Kunstführern. In Rostock führte er den Kunstverein und trug zu vielen Ausstellungen maßgeblich bei. 1940 wurde Gehrig eingezogen und im Zweiten Weltkrieg zum Major befördert. Gehrig war Mitglied im konservativen Kyffhäuserbund, im NS-Lehrerbund und unterzeichnete im November 1933 das Bekenntnis der Professoren an den deutschen Universitäten und Hochschulen zu Adolf Hitler.
Ab dem 1. Februar 1947 lehrte er an der neu gegründeten Pädagogischen Hochschule Kiel. Am 1. Juni 1947 wurde er zunächst kommissarisch nach Karlsruhe als neuer Leiter der Kunstakademie berufen, wo er zahlreiche Berufungen vornahm.
Gehrig starb 1948 an den Folgen eines Autounfalls. Er war seit 1919 verheiratet und Vater eines Kindes.

## Publikationen (Auswahl)
- Philipp Brandin – eine biographische Studie über den 1563 bis 1594 tätigen Hauptmeister der mecklenburgischen Renaissance. Dissertation. Rostock 1921.
- [mit Karl Schmaltz:] Der Dom zu Güstrow in Geschichte und Kunst. Güstrow 1926.
- Deutschland, ewiger Hort der Kunst. Ein Gang durch Zeiten und Gaue. Tornisterschrift des Oberkommandos der Wehrmacht, nur für den Gebrauch innerhalb der Wehrmacht. Bremen 1942